# Jan Andersen
Jan Andersen (født 17. juni 1945) er en dansk tidligere professionel fodboldspiller, der spillede som midtbanespiller.  Han spillede otte kampe for det danske landshold fra 1969 til 1970. 